# Clear Creek (comté de Lassen, Californie)
Pour les articles homonymes, voir Clear Creek.
Clear Creek est une census-designated place du comté de Lassen, dans l'État de Californie, aux États-Unis,. En 2020, elle compte une population de 175 habitants.